# Polifonte
Nella mitologia greca,  Polifonte  era il nome della figlia di Ipponoo e di Trassa figlia di Ares e di Tereine (o di Artemide).

## Il mito
Dedita al culto di Artemide di cui faceva parte del suo seguito di vergini, odiava gli uomini ed il matrimonio così per non essere costretta alle nozze fuggì in un bosco. Afrodite, dea della quale sdegnava il culto, la punì facendola innamorare di un orso. Il frutto di quell'amore furono Agrio e Orico, entrambi selvaggi come il loro padre. La stessa Artemide per punire la ragazza per aver perso la verginità la fece uccidere dagli animali del bosco.
Un'altra versione narra che Zeus avrebbe voluto ucciderne i figli, ma che Ares li salvò tramutandoli, insieme alla madre Polifonte, in uccelli da preda.
Nelle Metamorfosi di Antonino Liberale si racconta che Polifonte e i suoi figli praticassero il cannibalismo e per punizione vennero trasformati in strigi.

### Moderna
- Luisa Biondetti, Dizionario di mitologia classica, Milano, Baldini&Castoldi, 1997, ISBN 978-88-8089-300-4.